# 요절복통 70쇼
요절복통 70쇼(That '70s Show)는 1998년 8월 23일부터 2006년 5월 18일까지 미국 FOX에서 방영된 시트콤이다. 위스콘신주 포인트플레이스라는 가상의 도시를 배경으로 하고 있다.

## 출연
| 배우          | 배역          |
| ------------- | ------------- |
| 토퍼 그레이스 | 에릭 포먼     |
| 타니아 로버츠 | 밋지 핀치오티 |
| 로라 프리폰   | 도나 핀치오티 |
| 대니 매스터슨 | 스티븐 하이드 |
| 애슈턴 커처   | 마이클 켈소   |
| 밀라 쿠니스   | 재키 버크하트 |
| 윌머 발더라마 | 페즈          |
| 브룩 쉴즈     | 팸 버크하트   |